# غابات الصنوبر في روستروغوردو
غابات الصنوبر روستروغوردو هي غابات صنوبر حلب ، الزيتون البري ، اللبخ بنيامين ، تراتشيكاربوس فورتوني ، السرو والفليفلة الحولية ، وتقع في مليلية . 
وتتمتع غابات الصنوبر بمصادر مياه متعددة، بعضها مهيأ للاستخدام من قبل الأشخاص ذوي الإعاقة، بالإضافة إلى أنها تحتوي على عدد كبير من مناطق النزهة والمقاعد وصناديق القمامة لجعل الوقت الذي نقضيه أكثر متعة ومسارات لتسهيل الوصول إليها. وجدنا وجهتي نظر بمناظر جميلة، وخزان للري، وملعب. 